# Mexcaltepec, Taxco de Alarcón
Mexcaltepec är en ort i Mexiko.   Den ligger i kommunen Taxco de Alarcón och delstaten Guerrero, i den sydöstra delen av landet, 120 km söder om huvudstaden Mexico City. Mexcaltepec ligger 923 meter över havet och antalet invånare är 588.
Terrängen runt Mexcaltepec är huvudsakligen kuperad, men åt sydväst är den bergig. Runt Mexcaltepec är det ganska tätbefolkat, med 222 invånare per kvadratkilometer. Närmaste större samhälle är Iguala de la Independencia, 8,2 km söder om Mexcaltepec. I omgivningarna runt Mexcaltepec växer huvudsakligen savannskog.